# Arterias interlobulillares del hígado
Las arterias interlobulillares del hígado (TA: arteriae interlobulares hepatis) son arterias que se originan en las ramas derecha e izquierda de la arteria hepática propia. No presentan ramas.

## Distribución
Se distribuyen hacia los lobulillos hepáticos.